# Robert Barclay
Robert Barclay (23 de diciembre de 1648 – 3 de octubre de 1690) fue un cuáquero escocés y uno de los escritores más eminentes, miembro de la Sociedad Religiosa de los Amigos y del Clan Barclay. Fue también gobernador de la colonia de Jersey del Este en Norteamérica durante la mayor parte de la década de 1680, aunque él mismo nunca residió en el lugar.

## Biografía

### Comienzo de su vida y educación
Barclay nació en Gordonstoun, Moray, Escocia. Su padre David Barclay, primer terrateniente de la Casa Ury, durante el mandato de Gustavo II Adolfo de Suecia, y pasó por tiempos difíciles durante la Revolución inglesa. Su madre fue Katherine Gordon (1620–1663), hija de 1.º Barón de Gordonstoun. Fue el mayor de cinco hermanos.
Robert fue enviado a terminar su estudios en la Universidad escocesa de París, en la que su tío era Rector, y progresó tanto sus estudios que ganó la admiración de sus profesores, especialmente la de su tío, que se ofreció a convertirlo en su heredero si permanecía en Francia y se unía a la Iglesia católica.

### Uniéndose a la Sociedad de Amigos
Sin embargo, en 1667 siguió el ejemplo de su padre, y se unió a la recién creada Sociedad Religiosa de los Amigos después de regresar a Escocia. Inmediatamente comenzó a escribir en defensa del movimiento, al publicar en 1670: Verdad sin Calumnias, y un Catecismo y Confesión de Fe (1673). En 1670 se casó con otra cuáquera, Christian Mollison (1651–1722), hija de Gilbert Mollison de Aberdeen. Tuvieron siete hijos: tres varones (Robert, David y John) y cuatro hembras (Patience, Catherine, Christian y Jean).
La opinión esencial que sostenía Barclay era que toda persona podía ser iluminada por la Luz interior de Cristo "que es la autora de las Escrituras y los conducirá a toda verdad". Sus obras han sido a menudo reimpresas. Fue un estudiante de teología incesante, un hombre de sentimientos cálidos y considerables poderes mentales, pronto se destacó como el principal apologista de la nueva doctrina, ganándole en la controversia a William Mitchell. La publicación de quince Theses Theologiae (1676) lo llevó a una discusión pública en Aberdeen, en la que tuvo éxito. La más importante de las Theses fue la que se relaciona con la revelación innata, en la cual se establece claramente la superioridad de la Luz interior de Cristo a la razón o la escritura. Se destacó como un fuerte partidario de George Fox en las controversias que señalaban a los cuáqueros en la década de 1670. Su mayor obra, Una apología a la verdadera divinidad cristiana, fue publicada en Latín en Ámsterdam en 1676, y fue una declaración detallada de los motivos para sostener ciertos argumentos fundamentales establecidos en las Theses. Fue traducido por su autor al inglés en 1678, y se considera como "uno de los escritos teológicos más impresionantes del siglo".
Sin embargo, La Apología, no logró detener la persecución a la que estuvieron expuestos los cuáqueros, Barclay mismo, al regresar de Europa, donde viajó extensamente (una vez con William Penn y George Fox), y tuvo varias encuentros con Elisabeth, la princesa Palatina, fue encarcelado varias veces, pero pronto recuperó su libertad y disfrutó del favor de la Corte.

### Influencia política
En los últimos años tuvo mucha influencia sobre Jacobo II, quien como Duque de York le había dado Nueva Jersey a sir George Carteret y John Berkeley, el 1.º barón Berkeley de Stratton]]. Después de la muerte de Carteret, su parte (East Jersey) fue vendida en 1682 a doce personas, once de las cuales eran miembros de la Sociedad de Amigos. Uno de los once propietarios de los cuáqueros fue William Penn, y al expandirse para incluir a un mayor número de propietarios, el grupo eligió a Barclay para ser gobernador. Se dice que visitó a Jacobo con el fin de llegar a un acuerdo con Guillermo III de Inglaterra, cuya llegada era inminente.

## Gobernador de Nueva Jersey del Este
Barclay fue un gobernador ausente, que nunca puso un pie en la colonia, gobernó a través de una serie de vicegobernadores, que supervisaban las operaciones diarias del gobierno de Barclay.
El inglés Thomas Rudyard, un abogado de Londres, fue el primero en servir como diputado bajo el mandato de Robert Barclay, habiendo sido nombrado el 16 de septiembre de 1682. Rudyard era el gobernador de facto. Fue durante el mandato de Rudyard que se establecieron los cuatro condados de Bergen, Essex, Middlesex y Monmouth.
Rudyard y el topógrafo general Samuel Groom comenzando tuvieron un desacuerdo político sobre la concesión de las tierras. Groom creyó adherirse a la Concesión y Acuerdo de John Lord Berkeley y Sir George Carteret, que establecía que una séptima parte de todas las asignaciones de tierras debía reservarse a los Propietarios de los Lores. Rudyard no estuvo de acuerdo con esa política y él y el Consejo nombraron a Philip Wells como inspector adjunto, lo que eludía la autoridad de Groom. Los Propietarios en Inglaterra desaprobaron las acciones de Rudyard y Wells, anulando todas las subvenciones no inspeccionadas por Groom. Rudyard y el Consejo respondieron que continuarían otorgando tierras como lo habían estado haciendo, ya que la mayoría de los Propietarios no vivían en Jersey del Este. Los Propietarios del 27 de julio de 1683, nombraron a Gawen Lawrie como Vicegobernador, en reemplazo de Rudyard. Rudyard permaneció en el cargo como secretario y registrador hasta 1685.
Los negocios de la tierra de Thomas Rudyard resurgieron cuando, el 28 de febrero de 1684/5, recibió una subvención de 1.038 acres (420 ha) en Raritan Bay en el condado de Monmouth. Esto hizo que el Gobernador Barclay y los Propietarios emitieran instrucciones al Vicegobernador Lawrie sobre la disposición de esas tierras. La Sección 7 abordó directamente la actividad cuestionable de Rudyard y del propio Lawrie al tomar esas tierras. El 5 de noviembre de 1685, Rudyard vendió la tierra en cuestión a su yerno, Samuel Winder, quien el 17 de junio de 1686 se la vendió a Andrew Browne.
Durante el mandato de Gawen Lawrie, los Propietarios en Inglaterra redactaron una nueva constitución para Nueva Jersey del Este, las Constituciones Fundamentales para la Provincia de Nueva Jersey del Este. Este documento, redactado en 1683, tenía la intención de reemplazar la Concesión y Acuerdo de 1665. Lawrie presentó la nueva constitución en el Consejo el 12 de abril de 1686; el Consejo votó que "de igual manera no estaba de acuerdo con la (constitución) de estos territorios americanos--", pero sin embargo la enviaba a la Asamblea General para su lectura. El 16 de abril, en respuesta a la pregunta de Lawrie sobre la acción de la Asamblea sobre la constitución, la Cámara de Diputados informó que "ellos habían aprehendido lo mismo. No estaban de acuerdo con la (constitución) de esta provincia y que entendían que la misma no era reconocida. A menos que fuera pasada por una Ley a través de la Asamblea General--". Con la concurrencia de ambas cámaras, las Constituciones Fundamentales fueron derogadas, y la Concesión y Acuerdo seguirían siendo la constitución de Jersey del Este hasta la rendición de La Corona en 1702.
Los Propietarios en Inglaterra estaban preocupados por los negocios secretos de Lawrie y dieron instrucciones a la Junta de Propietarios de Nueva Jersey del Este para investigar el estado de esos asuntos, incluyendo una auditoría de las finanzas. En marzo de 1686, los Propietarios designaron a Andrew Hamilton para supervisar esa investigación.
En septiembre de 1686 la decisión fue de remover a Lawrie de su cargo, y el 5 de octubre, Lord Neill Campbell presentó su cargo como vicegobernador del Consejo Provincial de Nueva Jersey del Este comisionado por el gobernador Barclay, quien confirmó y reconoció su nombramiento. Lawrie fue entonces comisionado como miembro del Consejo.
Campbell, un escocés como Barclay, solo sirvió brevemente; teniendo asuntos urgentes en Gran Bretaña, nombró al Consejero Andrew Hamilton como su reemplazo el 10 de diciembre de 1686; Al día siguiente, Lawrie fue el único concejal que registró una protesta y votó en contra de la confirmación de Hamilton. Neill Campbell regresó a Escocia y no se conoce si regresó al Nuevo Mundo. Lord Neill Campbell murió en abril de 1692.
Andrew Hamilton fue el último vicegobernador de Barclay. Comerciante en Edimburgo, fue enviado a Jersey del Este para actuar como agente reclutador de hombres que se establecieran allí.
Después de que Sir Edmund Andros tomara el control de Jersey como parte del Dominio de Nueva Inglaterra, Hamilton navega de regreso a Inglaterra para consultar con los Propietarios. En el viaje, fue capturado por los franceses, retrasando su viaje a Londres hasta mayo de 1690.

## Últimos años de vida
Los últimos años de Robert Barclay los pasó en su propiedad de Ury, donde murió.

## Descendientes
Robert Barclay tuvo un hijo, conocido como David Barclay de Cheapside (1682–1769), que se convirtió en un rico comerciante de la Ciudad de Londres. David se casó con Priscilla Freame, hija del banquero John Freame, y tuvieron un hijo conocido como David Barclay de Youngsbury (1729–1809). Su legado fue el de ser uno de los fundadores del actual Banco de Barclay, un siglo antes de que se llamara de esa forma, y de la industria cervecera; él también manumitó una finca de esclavos en Jamaica.
Una descendiente más lejana fue Priscilla Wakefield, cuyo nombre de nacimiento era Priscilla Bell (1751–1832). Fue una cuáquera inglesa, escritora de economía educativa, feminista y filántropa. Su madre fue nieta de Barclay.

## Obras
- 1670: Verdad sin Calumnias, con cuyo título se trata el diálogo entre un cuáquero y un cristiano estable, (impreso en Aberdeen, y, sobre una buena base, se juzgó escrito por William Mitchel, un predicador cercano, o que por lo menos está involucrado en ello; se examina, y se descubre la falsedad del autor, en la representación de los cuáqueros; aquí su caso queda también verdaderamente establecido, aclarado, demostrado, y las objeciones de sus oponentes respondidas de acuerdo con la verdad, las Escrituras y la razón correcta; A lo que se une la consulta a los habitantes de Aberdeen, que también pueden ser de utilidad para quienes tienen la misma opinión en otras partes del mundo.
- 1671: William Mitchell desenmascarado, o queda al descubierto la inestabilidad asombrosa del supuesto cristiano estable; se observan sus omisiones, y la debilidad no revelada, etc.
- 1672: Advertencia temporaria y exhortación sería a los habitantes de Aberdeen, y la expostulación con respecto a la dispensación para el momento y el día de la llegada de Dios a sus vidas.
- 1673: Un Catecismo y una Confesión de Fe, aprobada, y acordada por la asamblea general de los patriarcas, profetas, y apóstoles, y el mismo Cristo como jefe hablando entre ellos, contiene un relato fiel y verdadero de los principios y doctrinas que siguen las iglesias de Cristo en Gran Bretaña e Irlanda, y los exhorta en el nombre de los cuáqueros, a  que busquen la única fe en la iglesia primitiva y los santos y compañia.
- 1674: La anarquía de los Ranter y otros libertinos, y compañia.
- 1675: Theses Theologicae (trad. "Tesis de Teología") (en latín)
- 1676: Theologiae vere Christianae Apologia (trad. "Una apología por la verdadera divinidad cristiana") (en latín)
- 1676: Una apología por la verdadera divinidad cristiana, como lo mismo es sostenido y predicado por la gente que es llamada, con desprecio, cuáqueros; siendo una Explicación completa y Reivindicación de sus Principios y Doctrinas, con muchos Argumentos deducidos de la Escrituras y el sentido común, y los testimonios de autores famosos, antiguos y modernos, con una Respuesta completa a las Objeciones más fuertes en contra de ellos; presentado al rey; escrito y publicado, en latín, como información para los extranjeros, por Robert Barclay; y ahora en inglés, en beneficio de sus compatriotas.
- 1676: Quaquerismo Confirmado; como respuesta a un panfleto de los estudiantes de Aberdeen, titulado Quaquerismo para pedir votos, escrito junto a George Keith
- 1677: Una epístola de amor y consejo amistoso para los embajadores de los príncipes de Europa, a fin de consultar la paz de la cristiandad que les concierne. Escrito en latín, pero publicado también en inglés en beneficio de sus compatriotas.
- 1677: Tratado sobre el amor universal.
- 1679: Una apología por la verdadera divinidad cristiana reivindicada
- 1679: Reivindicación de su anarquía de los Ranter
- 1686: La posibilidad y necesidad de la Revelación Interna e Inmediata del Espíritu de Dios, como fundamento de la verdadera Fe, en una Carta escrita en latín a una persona de probidad en Holanda, y ahora también en inglés.
- 1686: Un relato fiel de los pasajes más importantes de una disputa entre algunos Estudiantes de la Divinidad (así llamados), de la Universidad de Aberdeen, y de los Cuáqueros, celebrada en Aberdeen, Escocia, cerca de Alexander Harper,  ante cientos de testigos, el 14 de abril de 1675, con John Lesley, Alexander Sherreff y Paul Gellie, Maestro de las Artes, como oponentes; y los acusados, por parte de los Cuáqueros, Robert Barclay y George Keith: para moderar la reunión, elegidos por ellos, Andrew Thomson, Abogado; y Alexander Skein, que fue magistrado de la ciudad: publicado por Alexander Skein, John Skein, Alexander Harper, Thomas Merser y John Cowie para evitar informes erróneos. Incluida la Oferta renovada y reforzada de Robert Barclay a los Predicadores de Aberdeen.
- 1692: Obras (folio)

### Otros recursos
- Sitio web de la Encyclopædia Britannica

## Otras lecturas
- Chambers, Robert; Thomson, Thomas Napier (1857). «Robert Barclay». A biographical dictionary of eminent Scotsmen 1 (Glasgow: Blackie and son). pp. 149-157.
- «Barclay, Robert (1648-1690)». Dictionary of National Biography (en inglés). Londres: Smith, Elder & Co. 1885–1900. OCLC 2763972.
- Wikisource en inglés contiene obras originales sobre Robert Barclay.